# Tanaecia magnolia
Tanaecia magnolia är en fjärilsart som beskrevs av Otto Staudinger 1896. Tanaecia magnolia ingår i släktet Tanaecia och familjen praktfjärilar. Inga underarter finns listade i Catalogue of Life.